# Tri tovarisjtja
Tri tovarisjtja (russisk: Три товарища, da.: Tre kammaerater) er en sovjetisk film fra 1935 instrueret af Semjon Timosjenko.

## Medvirkende
- Mikhail Sjarov som Zajtsev
- Anatolij Gorjunov som Glinka
- Tatjana Guretskaja som Varja
- Nikolaj Batalov som Latsis
- Nikolaj Mitjurin